# Gai Hirri
Gai Hirri, en llatí Caius Hirrius, era el possible fill d'un Hirrius que apareix com a pretor l'any 88 aC.
Gai Hirri fou recordat per ser la primera persona privada que va tenir una granja de llamprees. N'estava tant orgullós que no venia els peixos a qualsevol preu, però en va oferir alguns milers a Juli Cèsar pels seus banquets triomfals els anys 46 i 45 aC. Va invertir en les factories uns dotze milions de sestercis i va vendre una granja molt ben proveïda per 400.000 sestercis. Ciceró esmenta un Caius Herrius Postumius que és probablement el mateix personatge.